# Tjustorps församling
Tjustorps församling var en församling  i Lunds stift i nuvarande Svedala kommun. Församlingen uppgick tidigt i Skabersjö församling.

## Administrativ historik
Församlingen har medeltida ursprung och uppgick tidigt i Skabersjö församling. Socknen omnämns som "Tyusthorp" 1349 och kyrkan omnämns 1364 som "Ecclesie Thiufstorp". Kyrkan tros ha legat strax väster om landsvägen söder om bron över Spångsholmsbäcken, där skelett och en mur hittats vid grävning.